# Ali al-Rida
ʿAlī ibn Mūsā ibn Jaʿfar (al-Ridā) (Arabisk: علي بن موسى الرضا) (født 765-770 – døde 818) var den ottende imām i den shiitiske tolver-gren.
ʿAlī al-Ridā blev født i Medina mellem 765 og 770. Hans mor var en nubisk umm walad (konkubine der har født et barn til sin herre). I den største del af hans liv spillede han ikke nogen politisk rolle, men var kendt for sin fromhed og lærdom. Han viderebragte traditioner fra sin far og fra ʿUbayd Allāh b. Artāh og det vides at han udstedte kendelser (fatwaer) i Profetens Moské (Masjid al-Nabawī) i Medina. Hans første politiske optræden fandt sted i 816, da den abbasidiske kalif al-Maʾmūn kaldte ham til byen Marw og udnævnte ham som arving til kalifatet, hvorved han fik sit tilnavn al-Ridā. Det vides at al-Ridā var tilbageholdende over for denne udnævnelse men gav efter kaliffen insisteringer. De abbasidiske og shiitiske prinser og fremtrædende personer svor derefter troskab (bay'a) til den nye arving, som var klædt i grønt. Efterfølgende blev de sorte abbasidiske uniformer og flag erstattet med grønne over hele landet. De fleste abbasidiske guvernører svor troskab til al-Ridā, med undtagelse af Ismāʿīl b. Jaʿfar i Basra. Selvom shiiter var glade for denne nyhed, var der også massiv modstand mod dette i f.eks. Baghdad. Baggrunden for denne modstand skyldtes primært ønsket om at flytte hovedstaden fra Baghdad til Marw. Modstanderne udnævnte derfor deres egen kalif blandt de abbasidiske prinser i Baghdad.
Derefter rejste kalif al-Maʾmūn sammen med bl.a. ʿAlī al-Ridā til Baghdad i 818. Både ʿAlī al-Ridā og kaliffens bror, Fadl b. Sahl døde under rejsen i byen Tus og selvom al-Maʾmūn offentligt sørgede for al-Ridās død, har shiitiske traditioner hævdet at kaliffen havde dræbt al-Ridā ved at forgifte ham. al-Ridā blev herefter begravet i byen Tus, som i dag har hedder Mashhad, opkaldt efter Imām ʿAlī al-Ridās helligdom (Mashhad).